# Neotheronia buccata
Neotheronia buccata är en stekelart som beskrevs av Krieger 1905. Neotheronia buccata ingår i släktet Neotheronia och familjen brokparasitsteklar. Inga underarter finns listade i Catalogue of Life.